# Puig de Sobre Montllor

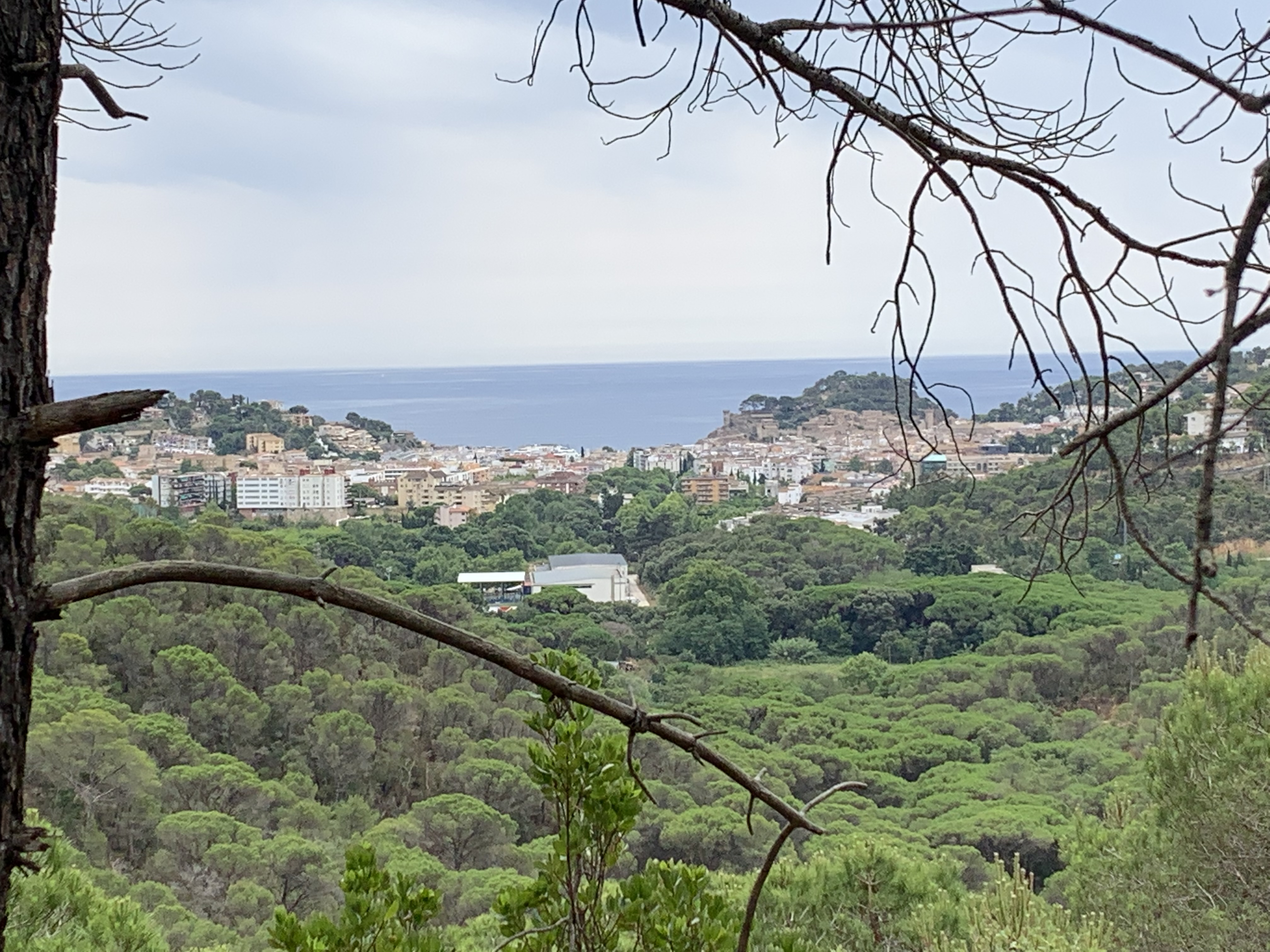
Blick vom Puig de Sobre Montllor auf Tossa de Mar

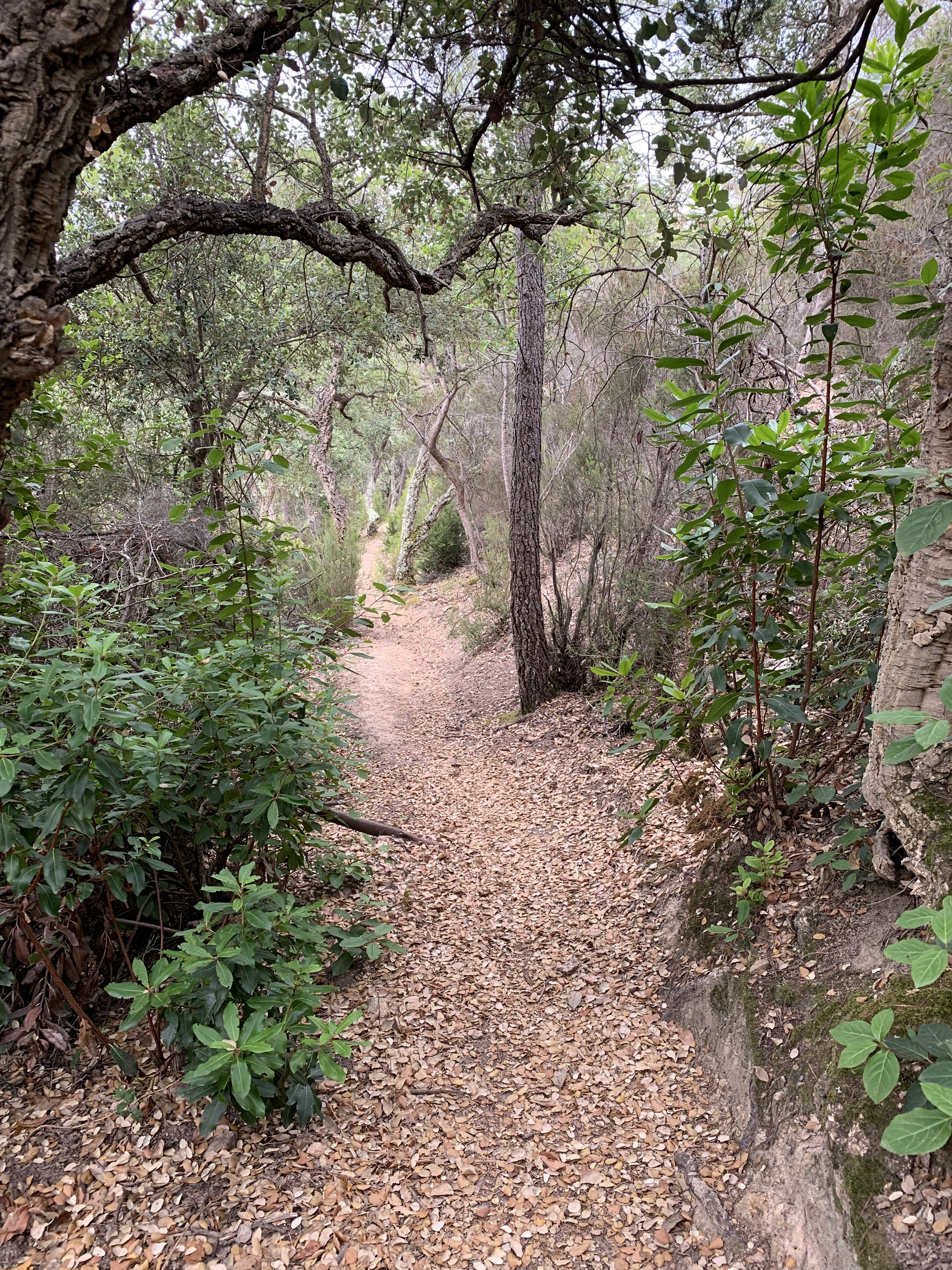
Wanderweg zum Gipfel des Puig de Sobre Montllor

Der Puig de Sobre Montllor ist ein 173 Meter hoher Berg in Tossa de Mar in Katalonien.
Der Berg befindet sich nordwestlich von Tossa de Mar im Massís de l’Ardenya. Auf der westlichen Seite des Gipfels befand sich seit dem 11. Jahrhundert ein Wachturm Gorg Gitano (deutsch: Zigeunerschlucht). Die wenigen erhaltenen Ruinen sind als Kulturdenkmal im Inventari del Patrimoni Arquitectònic Català verzeichnet. Ähnlich wie beim Agulla de Pola bestand vom Turm Blickkontakt zu den Türmen der Altstadt von Tossa de Mar.